# Мавпяча гра
Ма́впяча гра — умовна назва серії ходів у шаховій партії, коли один із суперників дзеркально повторює ходи другого.
Несвідоме копіювання ходів у практичній партії вкрай небезпечне, і такі партії на практиці — рідкість. Окремі фрагменти «мавпячої гри» найчастіше трапляються в дебютах і в композиції, де збіги бувають не лише графічними, але й ідейними.

## Приклади

### У дебюті
|   | a      | b      | c      | d      | e      | f      | g      | h      |   |
| 8 | h1 1 3 | h1 1 3 | h1 1 3 | h1 1 3 | h1 1 3 | h1 1 3 | h1 1 3 | h1 1 3 | 8 |
| 7 | h1 1 3 | h1 1 3 | h1 1 3 | h1 1 3 | h1 1 3 | h1 1 3 | h1 1 3 | h1 1 3 | 7 |
| 6 | h1 1 3 | h1 1 3 | h1 1 3 | h1 1 3 | h1 1 3 | h1 1 3 | h1 1 3 | h1 1 3 | 6 |
| 5 | h1 1 3 | h1 1 3 | h1 1 3 | h1 1 3 | h1 1 3 | h1 1 3 | h1 1 3 | h1 1 3 | 5 |
| 4 | h1 1 3 | h1 1 3 | h1 1 3 | h1 1 3 | h1 1 3 | h1 1 3 | h1 1 3 | h1 1 3 | 4 |
| 3 | h1 1 3 | h1 1 3 | h1 1 3 | h1 1 3 | h1 1 3 | h1 1 3 | h1 1 3 | h1 1 3 | 3 |
| 2 | h1 1 3 | h1 1 3 | h1 1 3 | h1 1 3 | h1 1 3 | h1 1 3 | h1 1 3 | h1 1 3 | 2 |
| 1 | h1 1 3 | h1 1 3 | h1 1 3 | h1 1 3 | h1 1 3 | h1 1 3 | h1 1 3 | h1 1 3 | 1 |
|   | a      | b      | c      | d      | e      | f      | g      | h      |   |

Показова «мавпяча гра», в якій особливо виразно проступає горизонтально-колірна симетрія, зіграна відразу в двох партіях: між Гершом Ротлеві і Мойсеєм Ельяшовим 1909 року і Карелом Тракслером з Яном Саманекою 1900 року:
Початок у двох партій однаковий:
 1. e4 e5
 2. Kf3 Kc6
 3. Kc3 Kf6
 4. Cb5 Cb4
 5. O-O O-O
 6. d3 d6
 7. C: c6 C: c3
 8. C: b7 C: b2
 9. C: a8 C: a1
 10. Cg5 Cg4
 11. Ф: a1 Ф: a8
 12. С: f6 С: f3
З 13-го ходу в партіях починаються розбіжності, що призводять до різних результатів:
| Герш Ротлеві — Мойсей Ельяшов, 1909 13. С: g7 С: g2 14. С: f8 С: f1 15. Ф: f1 Ф: f8 16. Фg2+ Фg7 1/2 — 1/2 | Карел Тракслер — Ян Саманека, 1900 13. C: e5! С: e4 14. С: g7 С: g2 15. С: f8 С: f1 16. Фg7# 1 — 0 |

### В композиції
|   | a | b | c | d | e | f | g | h |   |
| 8 | a8 чорний ферзь · c8 чорний слон · b6 чорний пішак · h6 чорний король · g5 чорний пішак · g3 білий пішак · c2 білий ферзь · d2 білий пішак · e2 білий слон · h2 білий король | a8 чорний ферзь · c8 чорний слон · b6 чорний пішак · h6 чорний король · g5 чорний пішак · g3 білий пішак · c2 білий ферзь · d2 білий пішак · e2 білий слон · h2 білий король | a8 чорний ферзь · c8 чорний слон · b6 чорний пішак · h6 чорний король · g5 чорний пішак · g3 білий пішак · c2 білий ферзь · d2 білий пішак · e2 білий слон · h2 білий король | a8 чорний ферзь · c8 чорний слон · b6 чорний пішак · h6 чорний король · g5 чорний пішак · g3 білий пішак · c2 білий ферзь · d2 білий пішак · e2 білий слон · h2 білий король | a8 чорний ферзь · c8 чорний слон · b6 чорний пішак · h6 чорний король · g5 чорний пішак · g3 білий пішак · c2 білий ферзь · d2 білий пішак · e2 білий слон · h2 білий король | a8 чорний ферзь · c8 чорний слон · b6 чорний пішак · h6 чорний король · g5 чорний пішак · g3 білий пішак · c2 білий ферзь · d2 білий пішак · e2 білий слон · h2 білий король | a8 чорний ферзь · c8 чорний слон · b6 чорний пішак · h6 чорний король · g5 чорний пішак · g3 білий пішак · c2 білий ферзь · d2 білий пішак · e2 білий слон · h2 білий король | a8 чорний ферзь · c8 чорний слон · b6 чорний пішак · h6 чорний король · g5 чорний пішак · g3 білий пішак · c2 білий ферзь · d2 білий пішак · e2 білий слон · h2 білий король | 8 |
| 7 | a8 чорний ферзь · c8 чорний слон · b6 чорний пішак · h6 чорний король · g5 чорний пішак · g3 білий пішак · c2 білий ферзь · d2 білий пішак · e2 білий слон · h2 білий король | a8 чорний ферзь · c8 чорний слон · b6 чорний пішак · h6 чорний король · g5 чорний пішак · g3 білий пішак · c2 білий ферзь · d2 білий пішак · e2 білий слон · h2 білий король | a8 чорний ферзь · c8 чорний слон · b6 чорний пішак · h6 чорний король · g5 чорний пішак · g3 білий пішак · c2 білий ферзь · d2 білий пішак · e2 білий слон · h2 білий король | a8 чорний ферзь · c8 чорний слон · b6 чорний пішак · h6 чорний король · g5 чорний пішак · g3 білий пішак · c2 білий ферзь · d2 білий пішак · e2 білий слон · h2 білий король | a8 чорний ферзь · c8 чорний слон · b6 чорний пішак · h6 чорний король · g5 чорний пішак · g3 білий пішак · c2 білий ферзь · d2 білий пішак · e2 білий слон · h2 білий король | a8 чорний ферзь · c8 чорний слон · b6 чорний пішак · h6 чорний король · g5 чорний пішак · g3 білий пішак · c2 білий ферзь · d2 білий пішак · e2 білий слон · h2 білий король | a8 чорний ферзь · c8 чорний слон · b6 чорний пішак · h6 чорний король · g5 чорний пішак · g3 білий пішак · c2 білий ферзь · d2 білий пішак · e2 білий слон · h2 білий король | a8 чорний ферзь · c8 чорний слон · b6 чорний пішак · h6 чорний король · g5 чорний пішак · g3 білий пішак · c2 білий ферзь · d2 білий пішак · e2 білий слон · h2 білий король | 7 |
| 6 | a8 чорний ферзь · c8 чорний слон · b6 чорний пішак · h6 чорний король · g5 чорний пішак · g3 білий пішак · c2 білий ферзь · d2 білий пішак · e2 білий слон · h2 білий король | a8 чорний ферзь · c8 чорний слон · b6 чорний пішак · h6 чорний король · g5 чорний пішак · g3 білий пішак · c2 білий ферзь · d2 білий пішак · e2 білий слон · h2 білий король | a8 чорний ферзь · c8 чорний слон · b6 чорний пішак · h6 чорний король · g5 чорний пішак · g3 білий пішак · c2 білий ферзь · d2 білий пішак · e2 білий слон · h2 білий король | a8 чорний ферзь · c8 чорний слон · b6 чорний пішак · h6 чорний король · g5 чорний пішак · g3 білий пішак · c2 білий ферзь · d2 білий пішак · e2 білий слон · h2 білий король | a8 чорний ферзь · c8 чорний слон · b6 чорний пішак · h6 чорний король · g5 чорний пішак · g3 білий пішак · c2 білий ферзь · d2 білий пішак · e2 білий слон · h2 білий король | a8 чорний ферзь · c8 чорний слон · b6 чорний пішак · h6 чорний король · g5 чорний пішак · g3 білий пішак · c2 білий ферзь · d2 білий пішак · e2 білий слон · h2 білий король | a8 чорний ферзь · c8 чорний слон · b6 чорний пішак · h6 чорний король · g5 чорний пішак · g3 білий пішак · c2 білий ферзь · d2 білий пішак · e2 білий слон · h2 білий король | a8 чорний ферзь · c8 чорний слон · b6 чорний пішак · h6 чорний король · g5 чорний пішак · g3 білий пішак · c2 білий ферзь · d2 білий пішак · e2 білий слон · h2 білий король | 6 |
| 5 | a8 чорний ферзь · c8 чорний слон · b6 чорний пішак · h6 чорний король · g5 чорний пішак · g3 білий пішак · c2 білий ферзь · d2 білий пішак · e2 білий слон · h2 білий король | a8 чорний ферзь · c8 чорний слон · b6 чорний пішак · h6 чорний король · g5 чорний пішак · g3 білий пішак · c2 білий ферзь · d2 білий пішак · e2 білий слон · h2 білий король | a8 чорний ферзь · c8 чорний слон · b6 чорний пішак · h6 чорний король · g5 чорний пішак · g3 білий пішак · c2 білий ферзь · d2 білий пішак · e2 білий слон · h2 білий король | a8 чорний ферзь · c8 чорний слон · b6 чорний пішак · h6 чорний король · g5 чорний пішак · g3 білий пішак · c2 білий ферзь · d2 білий пішак · e2 білий слон · h2 білий король | a8 чорний ферзь · c8 чорний слон · b6 чорний пішак · h6 чорний король · g5 чорний пішак · g3 білий пішак · c2 білий ферзь · d2 білий пішак · e2 білий слон · h2 білий король | a8 чорний ферзь · c8 чорний слон · b6 чорний пішак · h6 чорний король · g5 чорний пішак · g3 білий пішак · c2 білий ферзь · d2 білий пішак · e2 білий слон · h2 білий король | a8 чорний ферзь · c8 чорний слон · b6 чорний пішак · h6 чорний король · g5 чорний пішак · g3 білий пішак · c2 білий ферзь · d2 білий пішак · e2 білий слон · h2 білий король | a8 чорний ферзь · c8 чорний слон · b6 чорний пішак · h6 чорний король · g5 чорний пішак · g3 білий пішак · c2 білий ферзь · d2 білий пішак · e2 білий слон · h2 білий король | 5 |
| 4 | a8 чорний ферзь · c8 чорний слон · b6 чорний пішак · h6 чорний король · g5 чорний пішак · g3 білий пішак · c2 білий ферзь · d2 білий пішак · e2 білий слон · h2 білий король | a8 чорний ферзь · c8 чорний слон · b6 чорний пішак · h6 чорний король · g5 чорний пішак · g3 білий пішак · c2 білий ферзь · d2 білий пішак · e2 білий слон · h2 білий король | a8 чорний ферзь · c8 чорний слон · b6 чорний пішак · h6 чорний король · g5 чорний пішак · g3 білий пішак · c2 білий ферзь · d2 білий пішак · e2 білий слон · h2 білий король | a8 чорний ферзь · c8 чорний слон · b6 чорний пішак · h6 чорний король · g5 чорний пішак · g3 білий пішак · c2 білий ферзь · d2 білий пішак · e2 білий слон · h2 білий король | a8 чорний ферзь · c8 чорний слон · b6 чорний пішак · h6 чорний король · g5 чорний пішак · g3 білий пішак · c2 білий ферзь · d2 білий пішак · e2 білий слон · h2 білий король | a8 чорний ферзь · c8 чорний слон · b6 чорний пішак · h6 чорний король · g5 чорний пішак · g3 білий пішак · c2 білий ферзь · d2 білий пішак · e2 білий слон · h2 білий король | a8 чорний ферзь · c8 чорний слон · b6 чорний пішак · h6 чорний король · g5 чорний пішак · g3 білий пішак · c2 білий ферзь · d2 білий пішак · e2 білий слон · h2 білий король | a8 чорний ферзь · c8 чорний слон · b6 чорний пішак · h6 чорний король · g5 чорний пішак · g3 білий пішак · c2 білий ферзь · d2 білий пішак · e2 білий слон · h2 білий король | 4 |
| 3 | a8 чорний ферзь · c8 чорний слон · b6 чорний пішак · h6 чорний король · g5 чорний пішак · g3 білий пішак · c2 білий ферзь · d2 білий пішак · e2 білий слон · h2 білий король | a8 чорний ферзь · c8 чорний слон · b6 чорний пішак · h6 чорний король · g5 чорний пішак · g3 білий пішак · c2 білий ферзь · d2 білий пішак · e2 білий слон · h2 білий король | a8 чорний ферзь · c8 чорний слон · b6 чорний пішак · h6 чорний король · g5 чорний пішак · g3 білий пішак · c2 білий ферзь · d2 білий пішак · e2 білий слон · h2 білий король | a8 чорний ферзь · c8 чорний слон · b6 чорний пішак · h6 чорний король · g5 чорний пішак · g3 білий пішак · c2 білий ферзь · d2 білий пішак · e2 білий слон · h2 білий король | a8 чорний ферзь · c8 чорний слон · b6 чорний пішак · h6 чорний король · g5 чорний пішак · g3 білий пішак · c2 білий ферзь · d2 білий пішак · e2 білий слон · h2 білий король | a8 чорний ферзь · c8 чорний слон · b6 чорний пішак · h6 чорний король · g5 чорний пішак · g3 білий пішак · c2 білий ферзь · d2 білий пішак · e2 білий слон · h2 білий король | a8 чорний ферзь · c8 чорний слон · b6 чорний пішак · h6 чорний король · g5 чорний пішак · g3 білий пішак · c2 білий ферзь · d2 білий пішак · e2 білий слон · h2 білий король | a8 чорний ферзь · c8 чорний слон · b6 чорний пішак · h6 чорний король · g5 чорний пішак · g3 білий пішак · c2 білий ферзь · d2 білий пішак · e2 білий слон · h2 білий король | 3 |
| 2 | a8 чорний ферзь · c8 чорний слон · b6 чорний пішак · h6 чорний король · g5 чорний пішак · g3 білий пішак · c2 білий ферзь · d2 білий пішак · e2 білий слон · h2 білий король | a8 чорний ферзь · c8 чорний слон · b6 чорний пішак · h6 чорний король · g5 чорний пішак · g3 білий пішак · c2 білий ферзь · d2 білий пішак · e2 білий слон · h2 білий король | a8 чорний ферзь · c8 чорний слон · b6 чорний пішак · h6 чорний король · g5 чорний пішак · g3 білий пішак · c2 білий ферзь · d2 білий пішак · e2 білий слон · h2 білий король | a8 чорний ферзь · c8 чорний слон · b6 чорний пішак · h6 чорний король · g5 чорний пішак · g3 білий пішак · c2 білий ферзь · d2 білий пішак · e2 білий слон · h2 білий король | a8 чорний ферзь · c8 чорний слон · b6 чорний пішак · h6 чорний король · g5 чорний пішак · g3 білий пішак · c2 білий ферзь · d2 білий пішак · e2 білий слон · h2 білий король | a8 чорний ферзь · c8 чорний слон · b6 чорний пішак · h6 чорний король · g5 чорний пішак · g3 білий пішак · c2 білий ферзь · d2 білий пішак · e2 білий слон · h2 білий король | a8 чорний ферзь · c8 чорний слон · b6 чорний пішак · h6 чорний король · g5 чорний пішак · g3 білий пішак · c2 білий ферзь · d2 білий пішак · e2 білий слон · h2 білий король | a8 чорний ферзь · c8 чорний слон · b6 чорний пішак · h6 чорний король · g5 чорний пішак · g3 білий пішак · c2 білий ферзь · d2 білий пішак · e2 білий слон · h2 білий король | 2 |
| 1 | a8 чорний ферзь · c8 чорний слон · b6 чорний пішак · h6 чорний король · g5 чорний пішак · g3 білий пішак · c2 білий ферзь · d2 білий пішак · e2 білий слон · h2 білий король | a8 чорний ферзь · c8 чорний слон · b6 чорний пішак · h6 чорний король · g5 чорний пішак · g3 білий пішак · c2 білий ферзь · d2 білий пішак · e2 білий слон · h2 білий король | a8 чорний ферзь · c8 чорний слон · b6 чорний пішак · h6 чорний король · g5 чорний пішак · g3 білий пішак · c2 білий ферзь · d2 білий пішак · e2 білий слон · h2 білий король | a8 чорний ферзь · c8 чорний слон · b6 чорний пішак · h6 чорний король · g5 чорний пішак · g3 білий пішак · c2 білий ферзь · d2 білий пішак · e2 білий слон · h2 білий король | a8 чорний ферзь · c8 чорний слон · b6 чорний пішак · h6 чорний король · g5 чорний пішак · g3 білий пішак · c2 білий ферзь · d2 білий пішак · e2 білий слон · h2 білий король | a8 чорний ферзь · c8 чорний слон · b6 чорний пішак · h6 чорний король · g5 чорний пішак · g3 білий пішак · c2 білий ферзь · d2 білий пішак · e2 білий слон · h2 білий король | a8 чорний ферзь · c8 чорний слон · b6 чорний пішак · h6 чорний король · g5 чорний пішак · g3 білий пішак · c2 білий ферзь · d2 білий пішак · e2 білий слон · h2 білий король | a8 чорний ферзь · c8 чорний слон · b6 чорний пішак · h6 чорний король · g5 чорний пішак · g3 білий пішак · c2 білий ферзь · d2 білий пішак · e2 білий слон · h2 білий король | 1 |
|   | a | b | c | d | e | f | g | h |   |

Мабуть, найперший етюд з використанням ідеї «мавпячої гри» датується 1910 роком і належить французькому шаховому композиторові Жану Вільневу-Есклапону. У цьому етюді хто починає, той виграє, керуючись ідеєю — пожертвувати слона, а тоді шахувати короля до виграшу ферзя. Якщо хід білих:
 1. Ch5! Kp: h5
 2. Фh7 Kpg4
 3. Фh3+ Kpf3
 4. Фg2+
 5. Ф: a8
Якщо хід чорних:
 1… Ch3!
 2. Kp: h3 Фh1+
 3. Kpg4 Фh5+
 4. Kpf5 Фg6+
 5… Ф: c2

## «Мавпячі» рекорди
Певний інтерес становить складання «мавпячих» партій, в яких закінчують партію різні фігури за найменше число ходів. Відомі такі «мавпячі» рекорди:
| Ферзь 1. d4 d5 2. Фd3 Фd6 3. Фh3 Фh6 4. Ф: c8# | Тура 1. Kf3 Kf6 2. Kg5 Kg4 3. K: h7 K: h2 4. K: f8 K: f1 5. Kg6 Kg3 6. Т: h8# | Слон 1. e4 e5 2. f4 f5 3. ef ef 4. f6 f3 5. fg fg 6. Ce2 Ce7 7. Ch5# | Кінь 1. Kc3 Kc6 2. Ke4 Ke5 3. e3 e6 4. Ke2 Ke7 5. g3 g6 6. Kf6# | Пішак 1. g4 g5 2. h4 h5 3. Kf3 Kf6 4. Ke5 Ke4 5. hg hg 6. g6 g3 7. gf# | Король 1. d3 d6 2. Kpd2 Kpd7 3. Kpc3 Kpc6 4. Kpb3 Kpb6 5. Kpa3 Kpa6 6. Ce3 Ce6 7. Cb6 Cb3 8. ab ab 9. Kpb4# |